# Come scrivere un articolo alla Blackwood
Come scrivere un articolo alla Blackwood (How to Write a Blackwood Article) è un racconto di Edgar Allan Poe che comprende al suo interno un secondo racconto, Una situazione imbarazzante (A predicament). Il titolo attuale fu dato dall'autore solo nel 1842, poiché, nella prima versione del 1838, il testo si intitolava Psyche Zenobia (The Psyche Zenobia) mentre il titolo del racconto interno al racconto era La falce del tempo (The Scythe of Time).
Il Blackwood's Magazine era un'importante rivista dell'epoca, pubblicata a Edimburgo da William Blackwood. In Una situazione imbarazzante Poe fa un'evidente parodia degli articoli che la rivista ospitava.
Anche in questo racconto il nome della protagonista non è casuale, il nome: Psyche deriva dal greco antico e indica quello che oggi si definisce anima, e il cognome: Zenobia rimanda proprio alla prima ed unica regina di Palmira nel III secolo d.C.. Però in questo racconto i rimandi dovuti al nome sono esplicitati proprio dalla protagonista del racconto.

## Trama
Psyche Zenobia è segretaria corrispondente della «Philadelphia, Regular, Exchange, Tee, Total, Young, Belles Lettres, Universal, Experimental, Bibliographical, Association, To, Civilize, Humanity» (sigla: P.R.E.T.T.Y.B.L.U.E.B.A.T.C.H.), rivista diretta dal dottor Soldone (dr. Moneypenny). Poiché il periodico fatica ad avere successo a causa del suo basso livello letterario, la donna viene mandata da Mr Blackwood, così da apprendere i segreti per scrivere articoli di buona qualità. Blackwood inizia consigliandole di privilegiare le storie che parlano di esperienze dirette e riportano sensazioni «vive», e cita alcuni esempi pubblicati sulla sua rivista, come il resoconto di una persona sepolta viva o quello di un uomo chiuso per errore in un forno e uscitone carbonizzato. Inoltre, è importante usare un tono elevato, senza affermare mai nulla ma accennandovi soltanto. Per ottenere questo scopo è necessario riportare citazioni dotte (per questo può bastare aprire a caso un libro qualsiasi e copiare le frasi che potrebbero essere utili), preferibilmente in lingue straniere, in particolare latino, francese, tedesco, italiano, spagnolo, greco antico. A Psyche Zenobia non resta dunque che incappare in qualche guaio, così da avere materiale su cui scrivere.

### Una situazione imbarazzante
Nell'articolo intitolato Una situazione imbarazzante, Psyche Zenobia racconta di essere andata in gita a Edimburgo (che chiama con il nome classico di Edina) con il servitore nero Pompeo e l'amata cagnetta Diana. Durante la passeggiata, i tre si trovano davanti alla porta aperta di un campanile, e la donna decide di salire in cima per godere del panorama. Salgono quindi sulla torre, e tra gli ingranaggi dell'orologio trovano anche una fessura, da cui è possibile vedere di fuori. Psyche Zenobia sale sulle spalle di Pompeo per affacciarsi all'apertura, ma dopo pochi minuti viene distratta dal servitore perché stanco di sorreggerla. Dopo averlo aspramente rimproverato con parole in finto latino, la donna torna a osservare, finché non si accorge che la lancetta dei minuti dell'enorme orologio è arrivata ormai a toccarle il collo. Subito chiede a Pompeo di essere rimessa a terra, ma questi si rifiuta perché offeso dalle parole di poco prima. Vengono quindi narrati gli istanti durante i quali la «Falce del Tempo» (cioè la lancetta) taglia la testa alla donna, e di come in seguito la sua attività di pensiero abbia luogo contemporaneamente nella sua testa e nel corpo. Alla vista della padrona senza più il capo che continua a muoversi, Pompeo fugge. Solo allora Psyche Zenobia si accorge che Diana è stata divorata da un ratto: non le resta che piangere sulle ossa della cagnetta, riportando in modo deformato alcune citazioni di Schiller e Ariosto.